# 1937 au Canada
Pour un article plus général, voir Chronologie du Canada.
Cet article traite des événements qui se sont produits durant l'année 1937 au Canada.

## Événements

### Politique
- Le Bataillon Mackenzie-Papineau participe à la Guerre civile espagnole sans aucun soutien du gouvernement.

- 12 mai : couronnement du roi George VI.

- 6 octobre : élection générale ontarienne. Mitchell Hepburn (libéral) est réélu premier ministre de l'Ontario.

### Justice
- 24 mars : imposition de la Loi du cadenas au Québec pour contrer la propagande communiste.

### Économie
- Adoption de la Loi des salaires raisonnables (ancêtre de la Loi du salaire minimum).
- Trolleybus de Montréal.
- Fondation de la compagnie aérienne nationale Trans-Canada Airlines: 
  - 1er septembre : Premier vol à bord d'un Lockheed 10A Electra faisant la liaison Vancouver-Seattle

### Culture
- Création des prix du Gouverneur général pour la littérature.
- Fondation de l'Union des artistes au Québec.
- Albert Chartier crée son personnage de Bouboule en bande dessinée.

#### Chanson
- Charles-Émile Gadbois commence à compiler les cahiers de la Bonne Chanson.

#### Films
- En pays neufs de l'abbé Maurice Proulx.

#### Livre
- Roman Menaud, maître-draveur de Félix-Antoine Savard.

#### Radio
- 5 septembre : début du feuilleton Rue Principale.

#### Théâtre
- Création des Compagnons de Saint-Laurent par Émile Legault.

## Naissances
- 24 janvier : Suzanne Tremblay, femme politique fédérale provenant du Québec.
- 29 janvier : Frank Iacobucci, juge de la Cour suprême du Canada.
- 9 mars : Bernard Landry, premier ministre du Québec.
- 26 mars : James Matthew Lee, premier ministre de l'Île-du-Prince-Édouard.
- 25 août : John G. Bryden, homme d'affaires et sénateur.
- 9 septembre : Jean Augustine, femme politique fédérale.
- 12 septembre : George Chuvalo, boxeur.
- 4 novembre : Michael Wilson, diplomate, politicien fédéral et chef d'entreprise.
- 6 novembre : Gerry St. Germain, homme politique.
- 11 novembre : Stephen Lewis, homme politique, communicateur, diplomate et animateur de radio.

## Décès
- 6 janvier : Frère André
- 23 janvier : Marie Prevost, actrice.
- 29 janvier : Marc-Aurèle de Foy Suzor-Coté, artiste peintre et sculpteur.
- 16 février : Rodmond Palen Roblin, premier ministre du Manitoba.
- 8 mars : Howie Morenz, joueur de hockey sur glace.
- 10 juin : Robert Laird Borden, premier ministre du Canada.
- 13 octobre : Simon Fraser Tolmie, premier ministre de Colombie-Britannique.
- 28 novembre : James Naismith, inventeur du basket-ball.
- 27 décembre : John Douglas Hazen, premier ministre du Nouveau-Brunswick.